# Jamaal Tinsley
Jamaal Lee Tinsley (* 28. Februar 1978 in Brooklyn, New York) ist ein ehemaliger US-amerikanischer Basketballspieler, der von 2001 bis 2013 in der NBA aktiv war.

## Kindheit und Jugend
Tinsley wuchs in Brooklyn, New York auf und besuchte dort seine erste Highschool, die er allerdings bereits nach wenigen Wochen wieder verlassen musste. Seine Mutter schickte ihn daraufhin zu seiner Schwester nach Cleveland, wo er nach wenigen Monaten im Zuge einiger Gang-Streitereien angeschossen wurde. Daraufhin kehrte er nach New York zurück und verbringt die meiste Zeit auf den Freiplätzen der Stadt und reiste mit seinem AAU-Team Brooklyn USA zu verschiedenen Turnieren entlang der Ostküste. Bei diesen Turnieren traf er unter anderem auf Stephon Marbury und Rafer Alston.

## College
Tinsley hatte keinen Highschool-Abschluss und wechselte deswegen an das Mount San Jacinto Community College nach Kalifornien. Dort benötigte er keinen Abschluss. Im zweiten Jahr dort wurde er zum „State Player of the Year“ gewählt und hatte anschließend einige Angebote an richtige Colleges zu wechseln. 
Er entschied sich für die Iowa State University. In seinem letzten Jahr dort, der Saison 2000/2001, wurde er zum Spieler des Jahres in der Big 12 Conference gewählt. Mit seinem Team schied er aber bereits in der ersten Runde des NCAA-Tournaments überraschend gegen die Hampton University aus.

## NBA-Karriere
Tinsley wurde im NBA-Draft 2001 an 27. Stelle von den Vancouver Grizzlies ausgewählt, jedoch noch am selben Tag zuerst zu den Atlanta Hawks und anschließend zu den Indiana Pacers transferiert. Bei den Pacers spielte er in seinen ersten beiden Jahren unter Head Coach Isiah Thomas als startender Point Guard. Für seine Leistungen im ersten NBA-Jahr wurde er in das NBA All-Rookie Second Team berufen. Unter dem neuen Cheftrainer Rick Carlisle wurde Tinsley in der Saison 2003/04 durch Kenny Anderson und Anthony Johnson ersetzt, konnte aber eine Verletzungspause dieser beiden dazu nutzen sich wieder in die Anfangsfünf zu spielen. Mit seinem Team erreichte er 2004 das Finale der Eastern Conference. 2004/05 hatte Tinsley sein erfolgreichstes Jahr und erzielte für Indiana 15,4 Punkte, 4,0 Rebounds, 6,4 Assists und 2,0 Steals pro Spiel.
In den folgenden Jahren war Tinsley von mehreren Verletzungen geplagt und fiel beim Team der Pacers letztlich in Ungnade. Im Vorfeld der Saison 2008/09 wurde Tinsley von der Mannschaft informiert, dass er in der kommenden Saison weder mit dem Team trainieren, noch spielen dürfe. Die NBA-Spielergewerkschaft (NBPA) klagte gegen diese Vorgehensweise. Im Sommer 2009 wurde Tinsley von den Pacers schließlich entlassen.
Im November 2009 wurde Tinsley von den Memphis Grizzlies verpflichtet, sein Vertrag wurde nach der Saison aber nicht verlängert. Im November 2011 unterschrieb er einen Kontrakt in der NBA D-League bei den Los Angeles D-Fenders.
Im Dezember 2011 unterzeichnete Tinsley einen Einjahresvertrag bei den Utah Jazz. Bei den Jazz kam Tinsley überwiegend als Ersatz von der Bank. Im Sommer 2012 wurde die Option auf eine Vertragsverlängerung um ein Jahr gezogen, sodass Tinsley auch für die Saison 2012/13 im Kader der Jazz blieb.
Zur Saison 2013/14 erhielt Tinsley zunächst keinen neuen Vertrag. Nachdem sich Stamm-Point-Guard Trey Burke eine Verletzung zuzog, entschlossen sich die Jazz den Vertrag von Tinsley zu verlängern. Nach 8 Spielen für die Jazz wurde Tinsley jedoch überraschend entlassen.